# Focus (Cynic)
Focus is het debuutalbum van Cynic, uitgebracht in 1993 door Roadrunner Records. Het was hun enige album tot hun reünie en de uitgave van Traced in Air.

## Tracklist
1. "Veil of Maya" – 5:23
2. "Celestial Voyage" – 3:40
3. "The Eagle Nature" – 3:30
4. "Sentiment" – 4:23
5. "I'm But a Wave to..." – 5:30
6. "Uroboric Forms" – 3:32
7. "Textures" – 4:42
8. "How Could I" – 5:29

## Bandleden
- Tony Teegarden − Grunts, toetsenist
- Paul Masvidal − Gitarist, zanger
- Sean Reinert − Drums, precussie, toetsenist
- Jason Gobel − Gitarist
- Sean Malone − Bassist, Chapman Stick